# Conor Lamb

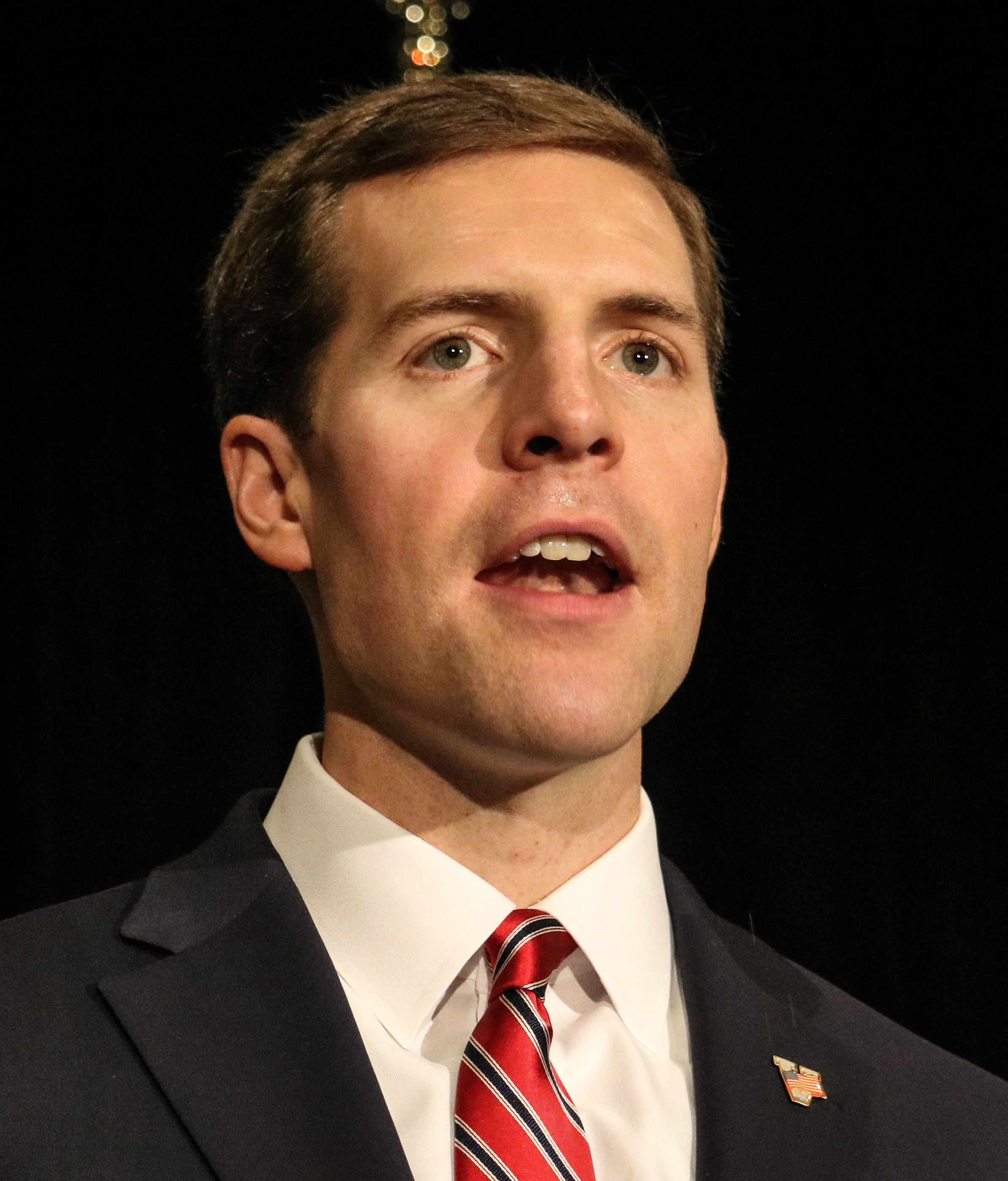
Conor Lamb (2018)

Conor James Lamb (* 27. Juni 1984 in Washington, D.C.) ist ein amerikanischer Politiker der Demokratischen Partei. Von April 2018 bis 2023 vertrat er den Bundesstaat Pennsylvania im Repräsentantenhaus der Vereinigten Staaten. Zuletzt vertrat er den 17. Distrikt, zuvor bis Januar 2019 den 18. Distrikt.

## Familie, Ausbildung und Beruf
Conor Lamb ist der Sohn von Katie und Thomas F. Lamb, Jr. Geboren in Washington, D.C., wuchs Lamb in einem südlichen Vorort von Pittsburgh, in Mount Lebanon Township (Allegheny County) auf. Sein Großvater Thomas F. Lamb war Präsident des Senats von Pennsylvania, sein Onkel Michael Lamb ist Controller der Stadt Pittsburgh. Conor Lamb schloss die Central Catholic High School 2002 ab und studierte an der University of Pennsylvania, an der er 2006 den Bachelor of Arts in Politikwissenschaft und 2009 den Juris Doctor an deren Law School erhielt. Anschließend wurde er Rekrut der Marines und diente für diese in der militärinternen Strafverfolgung in Okinawa, Japan. Nach seinem Ausscheiden aus dem Dienst 2013 blieb er Reservist. 2013/2014 arbeitete er als Rechtsgehilfe (clerk) des Bundesrichters Joseph Frank Bianco im östlichen Bezirk von New York. Ab Oktober 2014 arbeitete er als Assistant US Attorney für Pittsburgh. Dort widmete er sich hauptsächlich der Bekämpfung von Drogenkriminalität.
Privat lebt Lamb in Mount Lebanon (Pennsylvania).

## Politische Laufbahn

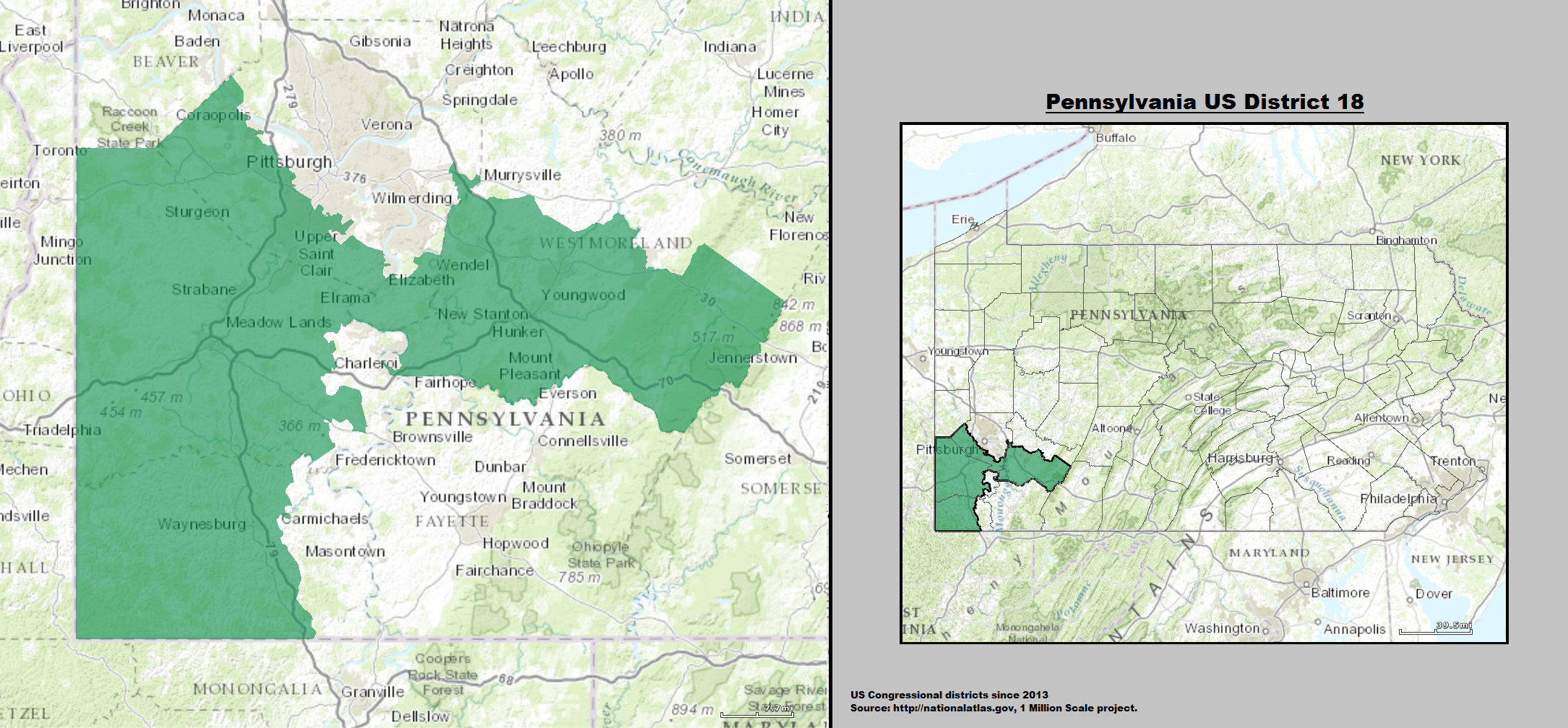
Grenzen des 18. Kongresswahlbezirks 2013 bis 2018

Nachdem der bisherige Abgeordnete des 18. Kongresswahlbezirks Pennsylvanias, der Republikaner Tim Murphy, am 5. Oktober 2017 seinen Rücktritt angekündigt hatte, berichtete die Pittsburgh Post-Gazette, Lamb erwäge eine Kandidatur. Er wurde bei einem Nominierungsparteitag der Demokraten am 19. November 2017 zu ihrem Kandidaten für die außerordentliche Nachwahl gekürt. Diese Nachwahl wurde für den 13. März 2018 angesetzt, um die restlichen Monate von Murphys verbliebenem Mandat – das bis zum 3. Januar 2019 reicht – auszufüllen. Nachdem der Oberste Gerichtshof Pennsylvanias im Februar 2018 entschieden hatte, dass die bisherigen Kongresswahlbezirke des Bundesstaates die Republikaner unfair bevorzugen (Gerrymandering), wird der Wahlbezirk anschließend aufgelöst und bei der kommenden Wahl im November 2018 bereits in anderen Grenzen gewählt, sodass der Sieger der Nachwahl nach wenigen Monaten in völlig neugeschnittenen Wahlbezirksgrenzen antreten muss.
Der 18. Kongresswahlbezirk Pennsylvanias umfasst neben den südlichen Vorstädten von Pittsburgh (Südrand des Allegheny County) den eher ländlichen Südwesten des Bundesstaates, der zum Appalachen-Plateau und zur Industrieregion des Rust Belt gehört und lange Zeit von Kohlebergbau und Stahlproduktion geprägt war. Gewerkschaften spielen in diesem von vielen früheren Industriearbeitern und nach Werks- und Minenschließungen vom Strukturwandel stark betroffenen Gebiet eine wichtige Rolle. Der Wahlbezirk hatte, nachdem die Demokraten früher hier eine ihrer Hochburgen gehabt hatten und weiterhin zwei Drittel der Wähler als Demokraten registriert blieben, jahrelang eine deutliche Grundtendenz in Richtung der Republikaner. So gewann der bisherige Abgeordnete des Bezirks Tim Murphy im US-Repräsentantenhaus seit seiner erstmaligen Wahl 2002 bei jeder weiteren Wahl mit mindestens 15 Prozentpunkten Vorsprung; 2014 und 2016 stellten die Demokraten keinen Kandidaten gegen Murphy auf. Der republikanische Präsidentschaftskandidat Donald Trump gewann hier 2016 mit etwa 20 Prozentpunkten Vorsprung. Der Cook Partisan Voting Index taxiert die republikanische Prägung des Kongresswahlbezirks auf R+11.
Lambs republikanischer Gegenkandidat war der weit rechts stehende bisherige Bundesstaats-Abgeordnete Rick Saccone, der sich einmal als „Trump, bevor es Trump gab“, bezeichnet hatte. Da viele Umfragen ein überraschend knappes Rennen zwischen dem als Favoriten gestarteten Saccone und Lamb zeigten, setzte die republikanische Bundesorganisation (Republican National Committee) über 10 Millionen US-Dollar an Finanzhilfen ein, darunter 8 Millionen für Fernsehwerbung, die Lambs Ausgaben um das Doppelte übertrafen. Zudem traten viele Politiker aus der Bundesebene in diesem Wahlkampf auf; auf Seiten Lambs der frühere Vizepräsident Joe Biden, auf Seiten Saccones Vizepräsident Mike Pence, mehrere Minister, Donald Trump Jr. und Ivanka Trump. Kurz vor der Wahl hielt auch Präsident Donald Trump zwei Wahlkampfveranstaltungen für Saccone ab. Die Wählerschaft dieses Bezirks gilt als besonders typisch für die politisch enttäuschten, gesellschaftlich eher konservativ eingestellten früheren Arbeiter, die Trump 2016 zum Sieg verholfen hatten, weshalb die Entscheidung auch als Testwahl für die Popularität des Präsidenten selbst galt.
Nachdem die am Wahltag abgegebenen Stimmen einen Vorsprung Lambs von 641 Stimmen ergeben hatten, wurden am Folgetag die Briefwahlstimmen ausgezählt. NBC News erklärte Lamb am 14. März zum Sieger; viele weitere Medien folgten dem, als Lambs Vorsprung nach Auszählung fast aller Stimmen bei 627 Stimmen und 0,2 Prozentpunkten lag. Die Wahl wurde – nach der verlorenen Senatswahl in Alabama im Dezember 2017 – auch international als Stimmungstest für Präsident Trump betrachtet und Lambs Sieg als schlechtes Zeichen für ihn und den Trumpismus bei den anstehenden Wahlen im November 2018. Am 20. März gestand sein Gegenkandidat Saccone die Niederlage ein. Am 2. April wurde als Ergebnis der Nachzählung ein Vorsprung von 755 Stimmen für Lamb (114.102 zu 113.347) festgestellt und am 12. April 2018 wurde Lamb vom Sprecher des Repräsentantenhauses, Paul Ryan, vereidigt und in den Kongress aufgenommen.

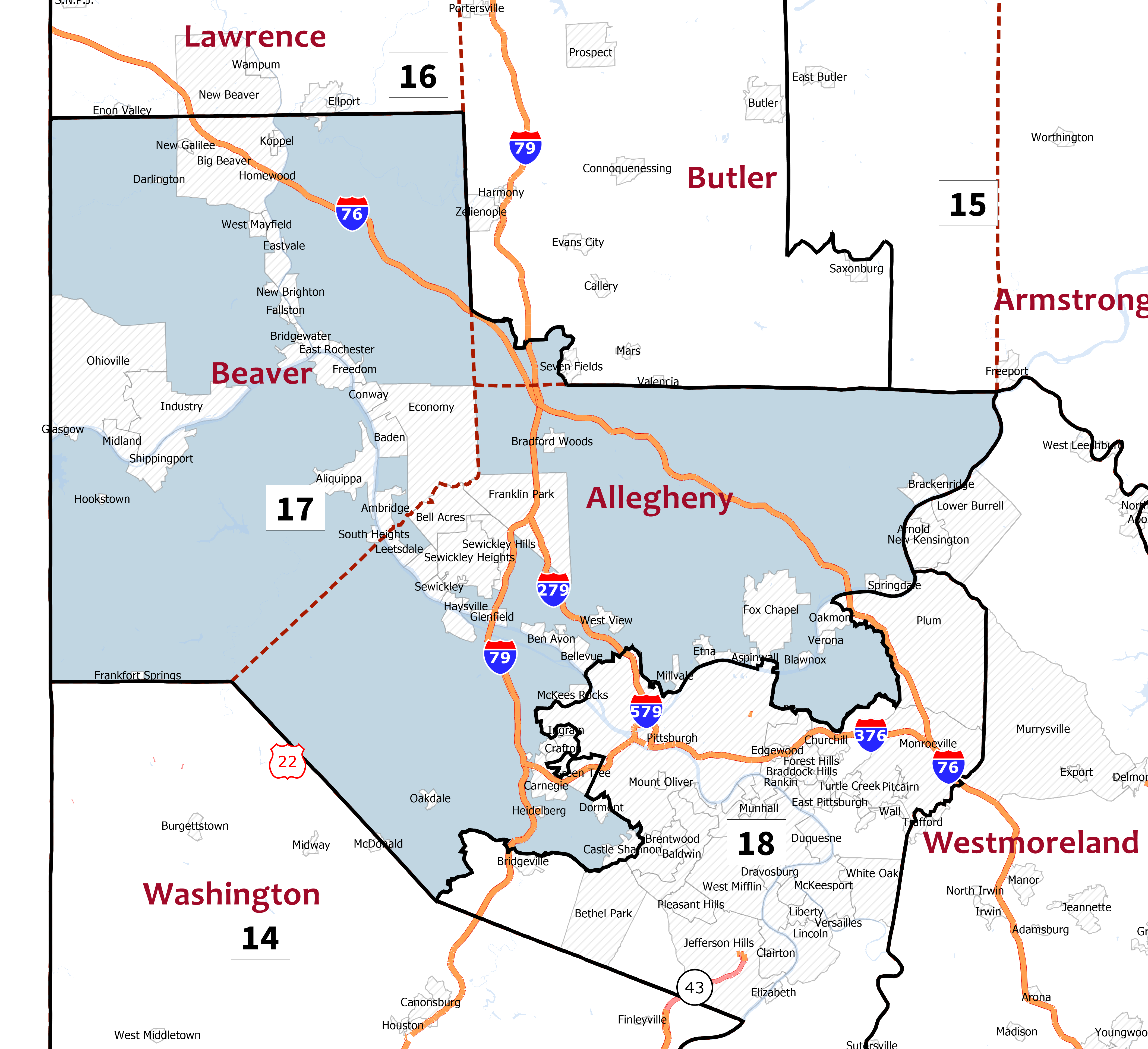
Grenzen des 17. Kongresswahlbezirks ab 2018

Lamb trat bei der Wahl im November 2018 im neu zugeschnittenen 17. Kongresswahlbezirk Pennsylvanias an, der außer den südlichen Vorstädten von Pittsburg – wo auch Lamb wohnt – einen ganz anderen Teil des westlichen Pennsylvania abdeckt als Lambs bisheriger Wahlkreis und der weitgehend dem bisherigen 12. Kongresswahlbezirk entspricht. Erin McClelland, die 2014 und 2016 ohne Erfolg für die Demokraten im 12. Bezirk gegen den republikanischen Mandatsinhaber Keith Rothfus angetreten war, zog nach Lambs Ankündigung ihre Kandidatur zurück, sodass Lamb bei der Vorwahl am 15. Mai ohne Gegenkandidat für die Hauptwahl im November zum Kandidaten der Demokraten gegen Rothfus gekürt wurde. In einer Umfrage der Monmouth University führte Lamb im Juli 2018 deutlich vor Rothfus. Lamb war im neuen Bezirk beliebter als Rothfus, während Präsident Trump dort mit 44 zu 51 Prozent negative Zustimmungswerte hatte. Politische Beobachter stuften das Rennen als offen ein, manche sahen im Juli 2018 Vorteile für Lamb. Bei der Wahl 2018 erreicht Lamb 56,2 Prozent der Stimmen und schlug damit Rothfus relativ deutlich. Ab dem 3. Januar 2019 vertrat Lamb den neuen 17. Wahlbezirk Pennsylvanias im Kongress.
In der Wahl zum Repräsentantenhaus der Vereinigten Staaten 2020 trat er erneut ohne Gegner in der Vorwahl am 2. Juni an und wurde dementsprechend mit 100 % zum erneuten Kandidaten der Demokraten gewählt. In der Hauptwahl trat der Republikaner Sean Parnell gegen ihn an. Lamb gewann die Wahl am 3. November mit 51,1 % der Stimmen. Seine zweite Legislaturperiode im Repräsentantenhaus des 117. Kongresses lief bis zum 3. Januar 2023.
Er trat bei der Primary (Vorwahl) seiner Partei für die Wahlen zum Senat der Vereinigten Staaten 2022 am 17. Mai gegen Malcolm Kenyatta und Alexandria Khalil, sowie den Lieutenant Governor von Pennsylvania, John Fetterman an. Er wurde bei der Vorwahl mit 26,3 % lediglich zweiter und schied damit aus dem Rennen aus. Fetterman gewann die Hauptwahl mit 50,5 % gegen Mehmet Oz. Da Lamb sich nicht erneut um einen Sitz im Repräsentantenhaus bewarb, schied er am 3. Januar 2023 aus dem Kongress aus. Seine Nachfolge im Repräsentantenhaus trat sein Parteikollege Chris Deluzio an.

### Ausschüsse
Lamb war zuletzt Mitglied in folgenden Ausschüssen des Repräsentantenhauses:
- Committee on Science, Space, and Technology
  - Energy
  - Research and Technology
- Committee on Transportation and Infrastructure
  - Aviation
  - Highways and Transit
- Committee on Veterans’ Affairs
  - Health
  - Oversight and Investigations

Außerdem war er noch Mitglied in fünf Caucuses.

## Positionen
Conor Lamb vertritt innerhalb der Demokratischen Partei eher konservative, zentristische Positionen, insbesondere in der Gesellschaftspolitik (Blue-Dog-Demokrat). So hat er sich gegen weitere Restriktionen beim Schusswaffenbesitz ausgesprochen und lehnt persönlich als Katholik Schwangerschaftsabbruch ab (Pro-Life), spricht sich jedoch dafür aus, die bestehende, Schwangerschaftsabbrüche zulassende Rechtslage (Roe v. Wade) aufrechtzuerhalten. Im Wahlkampf stellte er klar, dass er Überprüfungen von Waffenkäufern zustimmt, was bisher im Kongress keine Mehrheit gefunden hat. Lamb hat angekündigt, dass er mit der Regierung Trump zusammenarbeiten wolle und Nancy Pelosi im Fall einer demokratischen Mehrheit ab Januar 2019 nicht zur möglichen Sprecherin des Repräsentantenhauses wählen würde.
Insbesondere setzt sich Lamb für Arbeitsplätze und für eine Bekämpfung der Opiatkrise ein. Sozialpolitisch steht er für eine Aufrechterhaltung der sozialen Sicherungssysteme und für eine starke Rolle der Gewerkschaften, die ihn bei seinem Wahlkampf großenteils unterstützten. Um Obamacare zu erhalten, setzt er sich für dessen überparteiliche Stabilisierung ein. Er unterstützte Präsident Trumps umstrittene protektionistische Entscheidung vom März 2018, die Einfuhr von Stahl und Aluminium mit hohen Strafzöllen zu belegen.